# Acanthopetalum comma
Acanthopetalum comma är en mångfotingart som först beskrevs av Karl Wilhelm Verhoeff 1900.  Acanthopetalum comma ingår i släktet Acanthopetalum och familjen Schizopetalidae. Utöver nominatformen finns också underarten A. c. janinense.